# Fatal (album)
Pour les articles homonymes, voir Fatal.
Albums de Hussein Fatal
In the Line of Fire
(1998) Thug in Thug Out
(2007)
Fatal est le deuxième album studio d'Hussein Fatal, sorti le 19 novembre 2002.

## Liste des titres
| No  | Titre                                                                     | Durée |
| --- | ------------------------------------------------------------------------- | ----- |
| 1.  | Intro (Rough Shit) (featuring New Child – Produit par E.D.I.)             | 2:15  |
| 2.  | I'm an Outlaw (featuring Young Noble – Produit par Mr. Lee)               | 4:20  |
| 3.  | My Niggaz (featuring Phats Bossi et Young Noble – Produit par Mike Dean)  | 4:47  |
| 4.  | Y'all Can't Fuck with Us (Produit par Mr. Lee)                            | 4:18  |
| 5.  | DOA (Produit par Mr. Lee)                                                 | 4:07  |
| 6.  | I Wanna Be Free (featuring Napoleon et Young Noble – Produit par Mr. Lee) | 4:37  |
| 7.  | Blood in, Blood Out (Produit par Mr. Lee)                                 | 4:11  |
| 8.  | We Maintain (featuring Snypaz – Produit par Mr. Lee)                      | 3:01  |
| 9.  | Blood Money (Produit par Mr. Lee)                                         | 3:36  |
| 10. | Stop Rattin (featuring E.D.I. & Young Noble)                              | 3:50  |
| 11. | Daddy (featuring Scarface – Produit par E.D.I.)                           | 4:07  |
| 12. | Thug 4 Life (Produit par Mike Dean)                                       | 3:51  |
| 13. | Thug in, Thug Out (Produit par Mike Dean)                                 | 4:15  |
| 14. | I Can't Stand (Produit par Mike Dean)                                     | 3:41  |